# Catanduva
Catanduva es un municipio brasileño en el interior del estado de São Paulo. Fundado el 14 de abril de 1918, se localiza a una latitud 21° 8′ 16″ sur y a una longitud 48° 58′ 22″ oeste, estando a una altitud de 503 metros. Su población en 2010 es de 112 843 habitantes. Es la 43.ª mejor ciudad del país según el Índice Firjan de Desarrollo Municipal (IFDM) de 2009. Su economía se basa en el comercio, prestación de servicios, industrias diversas y agricultura. Posee uno de los mejores Índice de Desarrollo Humano (IDH) del estado de São Paulo. Es considerada la 2ª ciudad más grande de la región noroeste del estado de São Paulo, y la ciudad más grande de su microrregión.

## Historia
Hasta ahora, no se sabe quién fundó Catanduva, aunque se cuentan dos historias, teniendo como base que su primero nombre era "Cerradinho", una pequeña localidad construida en los márgenes del río São Domingos.
- José Lourenço Dias Figueiredo, de Minas Gerais, habría comprado propiedades en la zona en 1850. En 1889, Joaquim Figueiredo, su hijo, tomó posesión de estas tierras y comenzó a cultivarlas y a construir las primeras casas.
- Otras teorías afirman que Antônio Maximiano Rodrigues fundó la ciudad. Natural de Conceição do Rio Verde, en el estado de Minas Gerais, habría adquirido tierras en la región de Catanduva, alrededor de 1850, habiéndose establecido en ellas en 1892.

Con la llegada del ferrocarril en 1910, el progreso urbano y económico fue rápido. El cultivo de café, la penetración ferroviaria, junto con la asistencia médica y educacional, fueron factores decisivos para la evolución del área urbana y consequentemente del municipio. Fue asimismo un factor determinante en la llegada de inmigrantes, principalmente españoles de las regiones de Andalucía y  Extremadura.

## Geografía
Se localiza a una latitud 21º08'16" sur y a una longitud 48º58'22" oeste, estando a una altitud de 503 metros. Su población estimada en 2007 era de 109.362 habitantes.
Posee un área de 292,24 km².

### Clima
El clima de Catanduva puede ser clasificado como clima tropical de sabana (Aw), de acuerdo con la clasificación climática de Köppen.

### Hidrografía
- Río São Domingos
- Arroyo Minguta
- Río Barro Preto
- Río Fondo
- Río de los Coqueiros
- Río del Retirinho
- Río del Jacu
- Río del Cortume
- Río Boa Vista

## Administración
- Prefecto: Afonso Macchione Nieto (2005/2008) y (2009/2012)
- Viceprefecto: Roberto Cacciari
- Presidente de la Cámara: Daniel Palmera (2011/2012)